# Sociologisk teori
En sociologisk teori är ett antal antaganden vilka avser att överväga, analysera och/eller förklara skeenden i den objektiva sociala verkligheten utifrån ett sociologiskt perspektiv genom att dra paralleller mellan enskilda begrepp för att organisera och underbygga sociologisk kunskap. Därför består sådan kunskap av komplexa teoretiska ramverk, såväl som metodologi.
Dessa teorier skiljer sig i omfattning, från mer mikrosociologiska och grundade teorier, till beskrivningar av en enda social process, till breda makroteorier, men även hela ofullständiga paradigm ämnade för analys och tolkning förekommer. Vissa sociologiska teorier förklarar aspekter av den sociala världen och möjliggör förutsägelse om framtida händelser, medan andra snarare fungerar som breda perspektiv som styr ytterligare sociologiska analyser och forskning.
Ett par exempel på framstående samtidshistoriska sociologiska teoretiker är Ulrich Beck, Pierre Bourdieu, Anthony Giddens, Zygmunt Bauman, Norbert Elias, Erving Goffman, Randall Collins, Niklas Luhmann, Immanuel Wallerstein, Theodor Adorno, Theda Skocpol och Robert K. Merton.

## Klassisk sociologisk teori

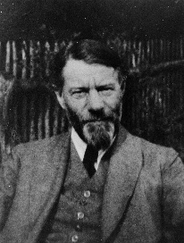
Weber

### Webers sociologiska teori
Det här stycket är ett modifierat utdrag ur artikeln: Sociologi
Weber tillskrev människorna en stor betydelse i förhållande till strukturen. Samtidigt var han väl medveten om strukturerna och de sociala normernas styrka. Weber var kluven i sin syn på det mänskliga förnuftets utveckling, det vill säga rationaliseringsprocessen i samhället. Weber hävdade på sin tid att kapitalism i kombination med en duglig byråkrati var den bästa och förnuftigaste samhällsformationen.

#### Webers idealtyper för maktutövning
Weber var en av de sociologer som försökte studera maktens väsen och betingelserna för maktens utövande. Enligt Weber berodde en lyckad maktutövning till stor del på i hur hög grad en maktutövare kan få den underordnade att tro på legitimiteten (här åsyftas uppfattad legitimitet på gruppnivå från aktörernas sida) i hans maktinnehav. De huvudsakliga grundvalarna för att göra anspråk på makt och motiven att underordna sig makten grupperar Weber i tre legitimeringsgrundande idealtyper:
- Rationella
- Traditionella
- Karismatiska

I det första fallet baseras auktoriteten på att de underordnade tror på legaliteten hos en fastställd ordning och på makthavarnas rätt att ge anvisningar för att upprätthålla denna ordning. I det andra fallet är auktoriteten grundad på tron på traditionens okränkbarhet och på legitimiteten i att på traditionellt sätt utse makthavarna. Den tredje idealtypen, den karismatiska, grundar sig på den utomvardagliga hängivenheten för en helig person, hjälte eller annan förebild.
När Weber beskriver dessa ledargestalter måste man betänka att de är idealtyper, som de facto sällan eller aldrig uppträder i renodlad form. Han påpekar även, att det finns andra former av maktutövning som bygger på våldsutövning med mera och som inte är legitimerad av dem som blir utsatta för makten, men att denna form är ovanligare och svårare att upprätthålla.

#### Webers idealtyper gällande socialt handlande
- Intrumentellt rationellt handlande(zweckrational)
- Värderationellt handlande (wertrational)

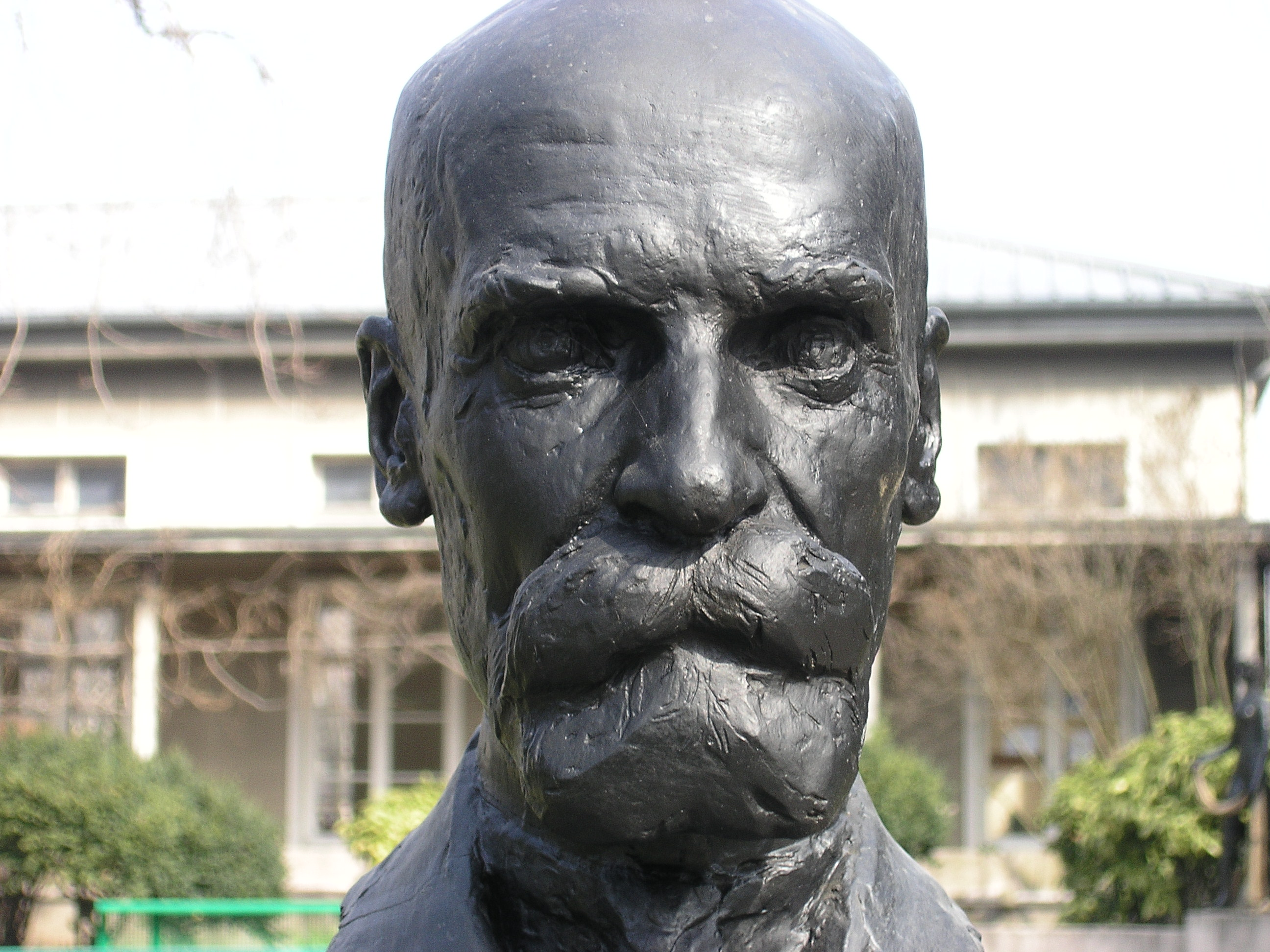
En staty av Durkheim

- Affektuellt handlande
- Traditionellt handlande.

### Durkheims sociologiska teori
Det här stycket är ett modifierat utdrag ur artikeln: Sociologi

#### Mekanisk och organisk solidaritet
Enligt Durkheims teoretiserande finns olika solidaritetsformer som förklarar varför samhällets hålls samman; vad Durkheim benämnde som "mekanisk solidaritet" återfinns i de traditionella samhällena, där det fanns en låg grad av arbetsdelning, hög gruppkonformitet och ett starkt kollektivt medvetande. Där ifrågasätter man inte så mycket utan trampar i mångt och mycket i gamla spår, till skillnad från mer moderna och differentierade samhällen. Durkheim menade att det i dessa finns en högre grad av arbetsdelning, där religionen har en mindre roll för den sociala sammanhållningen (en synpunkt han därefter reviderade). I de moderna samhällena hålls samhället undan från desintegration genom ett sorts funktionellt beroende, kallat "organisk solidaritet".
Denna var baserad på den höga graden av arbetsdelning och specialisering, som krävde att man var tvungen att lita på andra för att klara sin försörjning. I det moderna samhället är de traditionella sätten att utöva religion på utdöende och religionens roll som utbärare av en gemensam moral. Men fortfarande är religionen ett uttryck för den sociala gemenskapens självmedvetande, vilket leder till andra religionsformer och utövning. Exempel på nya "religioner" kan vara nationalism och individualism.
Ritualer är ett sätt att stärka sociala sammanhållningen. Det heliga (till exempel föremål, företeelser eller processer) uppfattas som det inte på grund av deras kvaliteter, utan för att de är symboler för en viss social grupp. Kollektiva sammankomster, som exempelvis ritualer, skapar ett emotionellt tillstånd som leder till sammanhållning och självbevarelse. Till detta hör livets uppdelning i det profana och det sakrala, det vardagliga och det heliga. Avbrott i vardagen sker genom riter och ceremonier, som på olika sätt kan verka stärkande och helande för individen och kollektivet som helhet.

### Marx sociologiska teori

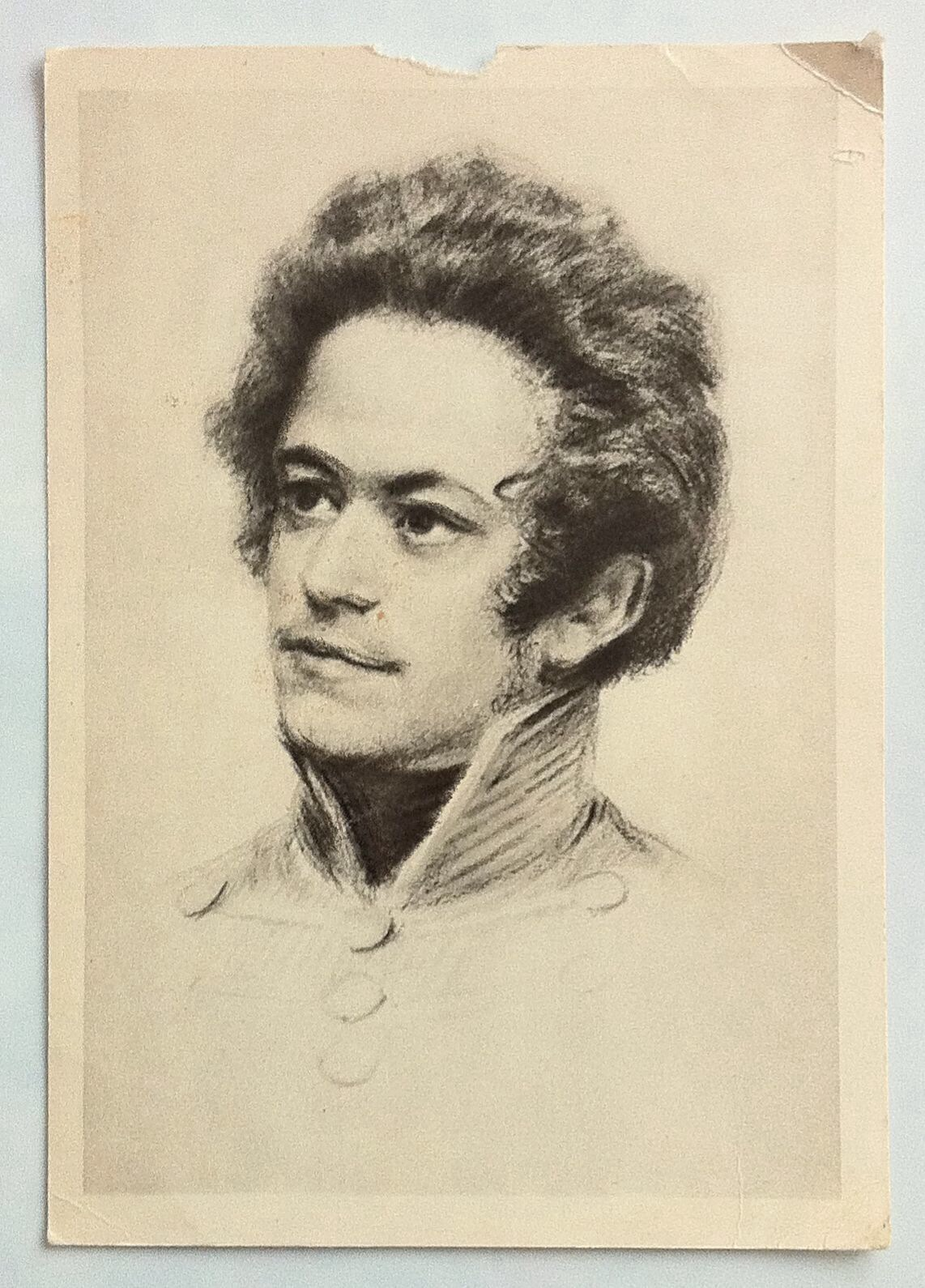
En ung Marx

Det här stycket är ett modifierat utdrag ur artikeln: Sociologi

#### Arbetets generativa funktion för själva kapitalförhållandet
I sitt livs samhälleliga produktion träder alltså människorna enligt Marx in i bestämda, "nödvändiga", av deras vilja oberoende förhållanden, en av de mest centrala av dessa är de så kallade produktionsförhållandena, som motsvarar en bestämd utvecklingsgrad av produktivkrafterna.
Ett historiskt, respektive nutida exempel på detta är att på 1500-talet bli skuldsatt av sin (proto)stat och därefter få uppdraget att driva upp stenmurar för att skydda sig mot kanoneld under krutkrigen. Eller ett idag mer aktuellt exempel, att utföra emotionellt arbete i väst, eller vanligare i det globala syd, exempelvis sy hundratals hockeytrunkar i 50-graders värme utan rast. Produktionen sker alltså inte för att omedelbart tillfredsställa mänskliga behov, eller gagna mänsklig utveckling, utan snarare för ett hinsides mål.
Dessa sociala praktiker betraktade i sitt historiska sammanhang, eller som reproduktionsprocess i samtiden, producerar alltså inte endast en varor, eller endast mervärde, eller endast förvärvsarbetet utan den producerar och reproducerar själva (det sociala) kapitalförhållandet i sig (själva de sociala kategorierna lönearbete och kapital) mellan å ena sidan kapitalisten, å andra sidan lönearbetaren. Uttryckt mycket enkelt: arbetssamhälle = kapitalism.
På grundval av detta menade Marx att det inte är omöjligt för människorna att frigöra sig från speciellt lönearbetet(se: abstrakt arbete) och kapital som grunden för det nuvarande produktionssättet till förmån för nya rationella samhälleliga system.